# Голгота (филм)
„Голгота“ је југословенски филм из 1975. године. Режирао га је Василије Поповић, а сценарио је писао Миловој Предић.

## Улоге
| Глумац               | Улога |
| -------------------- | ----- |
| Војислав Брајовић    |       |
| Бранко Цвејић        |       |
| Томанија Ђуричко     |       |
| Вука Дунђеровић      |       |
| Капиталина Ерић      |       |
| Александар Хрњаковић |       |
| Петар Краљ           |       |
| Милан Михаиловић     |       |
| Жика Миленковић      |       |
| Растко Тадић         |       |
| Власта Велисављевић  |       |
| Драго Митровић       |       |